# 8681 Burs
A 8681 Burs (ideiglenes jelöléssel 1992 EN9) a Naprendszer kisbolygóövében található aszteroida. Az UESAC program keretében fedezték fel 1992. március 2-án.